# Wunscha

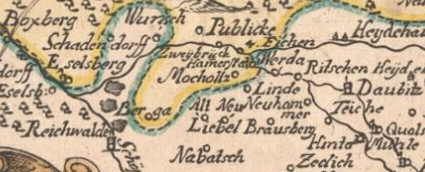
Ausschnitt der Karte Der Priebussische Creis… mit dem Dorf Wunsch (1745)

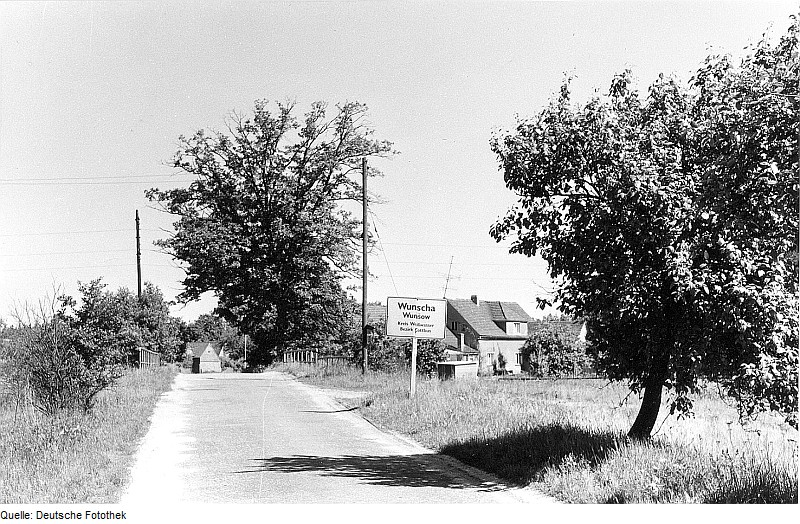
Ehemalige Mühle in Wunscha hinter dem Ortseingang

Wunscha, obersorbisch Wunšow, war ein Dorf in der Oberlausitz, knapp zehn Kilometer südöstlich der Stadt Weißwasser. Der am Weißen Schöps gelegene Ort wurde im Jahr 1985 zugunsten des Braunkohletagebaus Reichwalde devastiert, 109 Einwohner mussten umgesiedelt werden. Die Ortsflur ist heute ein Teil der Gemeinde Rietschen.

## Lage
Wunscha lag im sorbischen Siedlungsgebiet zwischen Weißwasser im Norden, Rietschen im Osten, Niesky im Süden und Boxberg/O.L. im Westen. Das Ortsgebiet wurde 1985 zugunsten der Braunkohlegewinnung in der Lausitz abgebaggert und befindet sich heute im Restloch des Tagebaus Reichwalde. Umliegende Ortschaften waren Schadendorf im Norden, Mocholz im Nordosten, Publick im Osten, Reichwalde im Süden, Kringelsdorf im Südwesten sowie Boxberg/O.L. im Westen.
Nördlich der ehemaligen Ortslage von Wunscha liegt der Truppenübungsplatz Oberlausitz.

## Geschichte
Das Dorf Wunscha wurde im Jahr 1426 als Vnissche urkundlich erwähnt. In der Folge änderte sich der Ortsname von Wnscho (1427) über Wuynschaw (1489) zu Wunschaw im Jahr 1565. Auf einer Karte von vor dem Jahr 1724 wird der Ort als Wunsch erwähnt, eine weitere Karte von 1727 erwähnt den Ort als Wunsche. 1745 lautete der Ortsname wiederum Wunsch. Im folgenden Jahr war der Ortsname Wundsche, 1757 wird der Ort auf einer Karte der Oberlausitz wieder als Wunsche erwähnt. Im Jahr 1759 wird der Name Wündsche erwähnt.
Seit dem Jahr 1527 gehört Wunscha zur Kirchengemeinde Reichwalde. Die Grundherrschaft über Wunscha hatte spätestens ab 1687 zunächst das Rittergut Reichwalde, ab spätestens 1777 war Wunscha Sitz eines eigenen Rittergutes, welches zu diesem Zeitpunkt auch die Grundherrschaft innehatte.
Im Jahr 1937 wurde der Ort von den Nationalsozialisten im Zuge der Germanisierung im Deutschen Reich in Wunschhausen umbenannt. In Wunscha gab es vom 26. Februar 1942 bis zum 1. August 1942 ein Arbeitserziehungslager für Männer, welches der Staatspolizei untergeordnet war.
Wunscha gehörte seit dem Ersten Schlesischen Krieg 1742 zum Königreich Preußen. Am 1. April 1938 wurde Wunscha nach Publick eingemeindet, 1945 wurde Wunscha wieder eine eigenständige Gemeinde, zeitgleich wurde Publick der Gemeinde Wunscha angegliedert. Der Ort wurde dem Landkreis Weißwasser-Görlitz zugeordnet und lag nach dessen Umbenennung ab dem 16. Januar 1947 im Landkreis Niesky. Am 25. Juli 1952 wurde die Gemeinde dem neu gebildeten Kreis Weißwasser im Bezirk Cottbus zugeordnet. Am 1. Januar 1986 wurde die Ortsflur von Wunscha ein Teil der Gemeinde Viereichen, die wiederum am 15. März 1992 mit den bis dahin ebenfalls eigenständigen Gemeinden Daubitz, Rietschen und Teicha zur Gemeinde Rietschen zusammengelegt wurde. Nach der Kreisreform in Sachsen am 1. August 1994 wurde Rietschen und somit auch die ehemalige Ortslage von Wunscha dem Niederschlesischen Oberlausitzkreis zugeschlagen. Seit der sächsischen Kreisreform vom 1. August 2008 gehört die Ortslage von Wunscha zum Landkreis Görlitz.

### Bevölkerungsentwicklung
| Einwohnerentwicklung in Wunscha von 1825 bis 1964 | Einwohnerentwicklung in Wunscha von 1825 bis 1964 | Einwohnerentwicklung in Wunscha von 1825 bis 1964 | Einwohnerentwicklung in Wunscha von 1825 bis 1964 | Einwohnerentwicklung in Wunscha von 1825 bis 1964 |
| Jahr                                              | Einwohner                                         |                                                   | Jahr                                              | Einwohner                                         |
| ------------------------------------------------- | ------------------------------------------------- | ------------------------------------------------- | ------------------------------------------------- | ------------------------------------------------- |
| 1825                                              | 93                                                | 1925                                              | 200                                               |                                                   |
| 1871                                              | 124                                               | 1946                                              | 324                                               |                                                   |
| 1885                                              | 211                                               | 1950                                              | 298                                               |                                                   |
| 1905                                              | 220                                               | 1964                                              | 230                                               |                                                   |

Für seine Statistik über die sorbische Bevölkerung in der Oberlausitz ermittelte Arnošt Muka in den achtziger Jahren des 19. Jahrhunderts für den Ort eine Bevölkerungszahl von 131 Einwohnern, davon waren 126 Sorben (89 %) und nur fünf Deutsche. Ernst Tschernik zählte 1956 in Wunscha einen sorbischsprachigen Bevölkerungsanteil von noch 43 %.

## Nachweise
1. ↑  Tabelle der verschwundenen Orte bis 1993. In: umsiedler-schleife.de. Archiviert vom Original (nicht mehr online verfügbar) am 3. April 2017; abgerufen am 3. Mai 2017.  Info: Der Archivlink wurde automatisch eingesetzt und noch nicht geprüft. Bitte prüfe Original- und Archivlink gemäß Anleitung und entferne dann diesen Hinweis.
2. 1 2 3  Wunscha im digitalen Historischen Ortsverzeichnis von Sachsen. In: hov.isgv.de. Abgerufen am 3. Mai 2017.
3. ↑  Christoph Weigelium: Lusatia Superior. Deutsche Fotothek, abgerufen am 3. Mai 2017.
4. ↑  Johann Georg Schreiber: Ober-Lausitz. Deutsche Fotothek, abgerufen am 3. Mai 2017.
5. ↑  Homaennische Erben: Geographische Verzeichnung des Budissinischen Creises in dem Marggrafthum Ober-Lausitz. Deutsche Fotothek, abgerufen am 3. Mai 2017.
6. ↑  Tobias Conrad Lotter: Marchionatus Lusatiae Superioris. Deutsche Fotothek, abgerufen am 3. Mai 2017.
7. ↑  Arbeitserziehungslager Wildfelde. Verzeichnis der Stiftung „Erinnerung, Verantwortung, Zukunft“ (EVZ) über NS-Haftstätten 1933–1945, Bundesarchiv, abgerufen am 4. Mai 2017.
8. ↑  Wunscha in der Datenbank des Vereins für Computergenealogie. Abgerufen am 3. Mai 2017.
9. ↑  Ernst Tschernik: Die Entwicklung der sorbischen Bevölkerung. Akademie-Verlag, Berlin 1954, S. 122.
10. ↑  Ludwig Elle: Sprachenpolitik in der Lausitz. Domowina-Verlag, Bautzen 1995.